# Билярдна щека
Щеката е част от игралното оборудване в различните билярдни игри. Тя се използва, за да се удря с нея някоя от топките на масата (обикновено топката бияч – кю-бола). Щеките представляват изтънени пръчки, обикновено с дължина около 1,5 метра и тегло между 500 и 600 грама. Повечето щеки са изработени от дърво, но в някои случаи дървената част е подсилена с помощта на други материали.
Щеките са изградени от една или от две части, които са съединени в средата от метална пластина. По-скъпите и по-качествени щеки са от изградени две части и се произвеждат от твърдо дърво. Оптимално за щеките за игри от типа на Осма топка се използва дървен материал от канадски клен, а за снукъра – ясен.
Задната част на щеката е с по-голямо сечение и е предназначена за хващане от ръката на играча. Предната част на щеката е със значително по тясна и завършва с връх, който обикновено е с дължина 10 – 15 мм. Отпред върхът на щеката е грапав, за да може по него да полепва кредата. Кредата се използва, за да има върхът на щеката добър контакт с топката като не се плъзга по нейната повърхност.
В повечето случаи върхът на щеката се прави от пресована кожа. Предната повърхност на върха е грапава, за да може да полепне по нея кредата. Качеството на върха на щеката играе основна роля за прецизността на ударите. При щеките изградени от две части, предната част обикновено е с дължина около 75 сантиметра. Основните различия в щеките, които се дължат на предната част, са в теглото и балансираността им.